# آرثلينغتون (ليبيريا)
آرثيلنغتون (بالإنجليزية: Arthington)‏, مدينة صغيرة الحجم تقع شمال غرب العاصمة الليبيرية مونروفيا على ضفاف نهر سانت بول. تعرف أساسا بكونها مسقط رأس الرئيس الليبيري السابق تشارلز تايلور.

## أعلام
- تشارلز تايلور